# Маркеш, Мануэл Руй
Мануэл Руй Маркеш (порт. Manuel Rui Marques, более известен как Руй Маркеш, 3 сентября 1977, Луанда, Ангола) — ангольский футболист, защитник. Выступал за сборную Анголы.

## Биография

### Клубная карьера
Руй Маркеш родился в Анголе, однако в семилетнем возрасте эмигрировал в Португалию. Профессиональную карьеру начал в швейцарском клубе «Баден». На рубеже веков переехал в Германию, выступая там за Ульм 1846, «Герту» и Штутгарт. В команде «автозаводцев» он отыграл 3,5 сезона, став с ней победителем кубка «Интертото». После этого вернулся в Португалию, проведя один сезон в «Маритиму». Став свободным агентом, он, незадолго до своего 28-летия, подписал контракт с «Лидс Юнайтед», выступавшим в то время в «Чемпионшипе». В английской команде он отыграл 5 лет, после чего закончил карьеру.

### Выступления за сборную
Руй Маркеш, живший с детских лет в Португалии, имел право выступать за местную сборную. Однако на международной арене он пожелал представлять свою историческую родину. В составе Анголы он участвовал в Чемпионате мира 2006 и в двух розыгрышах кубка Африки — 2008 и 2010 годов.